# Claw the Unconquered
Claw the Unconquered är en fantasyserie från DC Comics om en barbar med en kloförsedd hand. Serien skapades av manusförfattaren David Michelinie och tecknaren Ernie Chan och premiären gjordes i serietidningen Claw the Unconquered nr 1, maj–juni 1975. Serien utspelar sig i en värld som liknar den som Robert E. Howards "Conan" lever i. Claw är en kringvandrande barbar och äventyrare i en förhistorisk värld med trollkarlar, tjuvar, krigare, monster och andra fantasyelement. Till skillnad från Conan är Claws ena hand deformerad och påminner om en demons hand.
En handfull avsnitt av serien publicerades på svenska i Serietidningen under mitten av 1970-talet. Serien gick då under namnet "Valcan".
Under 1990-talet skapades en ny superhjälte vid namn Claw, som tycks ha en del gemensamt med originalet. 2006 återvände den ursprunglige Claw i egen tidning.

## Utgivning

### USA
Claw the Unconquered nr 1 debuterade i mitten av 1975, i inledningen till den tidsperiod som kallats DC Explosion, då förlaget publicerade rekordmånga nya serier – 16 nya serier under 1975.
"Claw the Unconquered" var en av många nya serier (tillsammans med bland annat "Warlord" och "Tor") som utspelade sig i en förhistorisk fantasivärld. Under denna tid hade det konkurrerande förlaget Marvel Comics lanserat fantasygenren med "Conan Barbaren", och Claw kan nog sägas vara DC Comics svar på Conan då likheterna är slående. DC Comics kallade sin motsvarighet till fantasy för sword & sorcery (ung. svärd och trolldom).
Claw the Unconquered utkom varannan månad till och med nr 9 i september–oktober 1976, då tidningen lades ner. Nr 9 återtrycktes senare tillsammans med nr 10, som blev det första nya numret då serietidningen fick en omstart i april–maj 1978. (Vid den här tiden var det inte ovanligt att man återupptog numreringen där den första volymen hade slutat.) Serien skrevs även den här gången av David Michelinie (dock förekom ett tryckfel i nr 14 där Tom DeFalco benämns som författare). Ernie Chan lämnade ritstiftet efter nr 7 och ersattes av Keith Giffen. Efter tecknarbytet tog serien åt sig vissa science fiction-element och började röra sig bort från den klassiska fantasygenren.
Endast två nummer av volym 2 hann utkomma före det som kommit att kallas DC Implosion. Förlaget började hastigt lägga ner en rad olönsamma titlar, vilket kom som en chock för serieskaparna som redan hunnit färdigställa de två nästkommande serietidningsavsnitten. Dessa avsnitt publicerades av upphovsrättsliga skäl senare i Cancelled Comics Cavalcade nr 1 1978, men enbart 35 exemplar av denna serietidning trycktes upp och cirkulerade mest internt hos DC. Nr 12 av Claw the Unconquered, som skulle utkommit i augusti–september 1978, återfinns i denna raritet.
"Claw the Unconquered" återupplivades 1981 som en biserie i två delar i serietidningen Warlord nr 48–49 (augusti–september 1981). Manusförfattare var Jack C. Harris och tecknare Tom Yeates. Syftet med denna serie var att göra ett bokslut över de äventyr som varit oavslutade sedan serietidningen lades ner 1978.
Claw har sedan dess gjort mindre gästspel i andra tidningar, bland annat i Swamp Thing nr 163 (1996) och Starman (vol. 2) nr 55 (1999). Man har även lanserat en modern superhjälteversion med namnet Claw och med samma demonhand i den kortlivade serien Primal Force 1994–95.
Fantasygenren har under 2000-talet fått ett rejält uppsving, säkerligen på grund av filmatiseringen av "Sagan om ringen". Dark Horse Comics har med framgång tagit över utgivningen av "Conan" medan Dynamite Entertainment publicerat en tidning med "Red Sonja". DC Comics följde efter med en ny version av "Claw the Unconquered" på underetiketten Wildstorm.
Claw återkom först i Red Sonja/Claw The Unconquered: Devil's Hands i mars 2006, en crossover i samarbete med Dynamite Entertainment. Denna gång var manusförfattaren John Layman och tecknaren Andy Smith. En ny serietidning med namnet Claw the Unconquered utkommer sedan juni 2006 från Wildstorm med manus av Chuck Dixon och teckningar av Andy Smith.

### Sverige
"Claw the Unconquered" publicerades i Serietidningen.

## Claw I
Claws äventyr äger rum i en värld som kallas Pytharia. Serien ger en känsla som vagt påminner om vår egen världs förhistoria.
Det första avsnittet handlar om Claws möte med Occulas av det Gula Ögat. Occulas är både trollkarl och kung, och det avslöjas senare att han låtit mörda Claws far (som även han hade en demonhand). Occulas plågas av en profetia om att hans baneman kommer att bli en man med demonhand, och därför har Occulas låtit jaga Claw och mörda hans far.
Claws ursprung avslöjas först i avsnitt 9. Demonhanden är bieffekten av en ohelig pakt som hans far ingått med demoner och mutationen är även ärftlig.
Det avslöjas även senare att Claw lever i samma värld som karaktären Starfire II, vilket därmed innebär att serien inte alls utspelar sig på Jorden. Starfire och Valcan sägs vara "the two eternal champions of Sornaii". Denna intrig utvecklades inte vidare då serien avslutades så abrupt. Troligen var författaren Gerry Conway inspirerad av liknande idéer hos Michael Moorcock (författaren bakom "Elric").
Det är oklart om de nyare Claw-serierna från Wildstorm är en fortsättning på originalserien eller om det rör sig om en helt ny version med ny koninuitet. "Red Sonja" från Dynamite är en direkt fortsättning på hennes Marvel-äventyr, och crossovern med tycks därmed antyda att även "Claw the Unconquered" utspelas under den hyboriska tidseran på Jorden.

## Claw II
Claw II är en superhjälte skapad av Steven T. Seagle och Ken Hooper. Första framträdandet var i Primal Force nr 1, oktober 1994.
Claw II är en asiatisk tonåring som inte verkar ha någon som helst anknytning till originalfiguren, men han delar dock samma förbannelse. Claw II förekom i serietidningen Primal Force i totalt 15 nummer.